# Val di Noto
Val di Noto er et område på den sydøstlige del af Sicilien. Ordet "val" betyder ikke som normalt på italiensk dal, men er en gammel administrativ enhed på Sicilien. Området blev i 1693 ramt af et kraftigt jordskælv, der ødelagde flere af områdets byer. Området var imidlertid rigt, og i de følgende år blev byerne genopbygget i senbarokstil. På dette tidspunkt var barokken ved at gå af mode i resten af Europa, og byerne i Val di Noto er derfor et enestående eksempel på den sene barokarkitektur. Val di Noto blev derfor i 2002 optaget på UNESCOs verdensarvsliste. Følgende otte byer i Val di Noto er omfattet af verdensarvslisten:
- Caltagirone
- Militello in Val di Catania,
- Catania
- Modica
- Noto
- Palazzolo Acreide
- Ragusa
- Scicli

- Wikimedia Commons har flere filer relateret til Val di Noto